# Folkbert
Folkbert (lateinisch Folcbertus) war im 10. Jahrhundert (vermutlich) Bischof der dänischen Bistümer Ribe und Schleswig.

## Leben
Seine Herkunft ist unbekannt, auch genaue Lebensdaten sind unsicher. Das Chronicon Ripense nennt einen Folkbert oder Fulbert als zweiten Bischof von Ribe nach Leofdag, der 948 Bischof wurde und nur wenige Jahre später ermordet wurde. Nach der Cronica ecclesiae Ripensis trat er sein Amt aber nie an.
Der Katalog der Bischöfe von Schleswig aus dem 11. Jahrhundert zählt als dritten Bischof von Schleswig nach Hored und Adaldag ebenfalls einen Folkbert auf, der etwa in den Jahren 984 bis 991 amtiert habe. Wahrscheinlich handelt es sich dabei um denselben Folgbract, der laut Adam von Bremen von Erzbischof Adaldag von Hamburg zum Bischof geweiht wurde. Adam von Bremen schrieb allerdings im 11. Jahrhundert, er wisse nicht, für welches Bistum er geweiht wurde. Saxo Grammaticus im 12. Jahrhundert erwähnte Folkbert gar nicht. Sicher bezeugt ist Folkbert dagegen am 18. März 988, als er als Abgesandter des Erzbischofs Adaldag von Hamburg bei König Otto III. weilte, um sich Privilegien für die Bistümer Schleswig, Århus, Ribe und Odense bestätigen zu lassen.
Der Katalog der Schleswiger Bischöfe nennt als Todesdatum den 19. Kalendas Ianuarii.